# Thủ tướng Iceland
Thủ tướng Iceland (Tiếng Iceland: Forsætisráðherra Íslands) là người đứng đầu chính phủ Iceland. Thủ tướng được bầu bởi tổng thống Iceland và là đại diện đứng đầu bên thực thi quyền quyền hành pháp của Iceland, nhưng chỉ khi nội các chính phủ nước này cho phép.

## Quy định trong Hiến pháp
Thủ tướng Iceland được bổ nhiệm bởi Tổng thống Iceland theo Mục II Điều 17, Hiến pháp Iceland và giữ chức trong Nghị viện Iceland:
Fundunum stjórnar sá ráðherra, er forseti lýðveldisins hefur kvatt til forsætis, og nefnist hann forsætisráðherra.
Các cuộc họp [của nội các] sẽ được chủ trì bởi Bộ trưởng khi Tổng thống của nền Cộng hòa yêu cầu, và với người được chỉ định làm Thủ tướng

## Trụ sở làm việc
Phủ Thủ tướng Iceland tọa lạc tại Stjórnarráðið, Reykjavik; trong khi đó văn phòng làm việc của các thư ký riêng của bà là những nơi mà các cuộc họp nghị viện diễn ra. Thủ tướng còn có một dinh thự mùa hè có tên là Þingvallabær nằm tại Þingvellir. Văn phòng tiếp tân của Thủ tướng nằm ở Tjarnargata, Reykjavik. Nơi này trước đây đã từng là Dinh thủ tướng cho đến năm 1943.

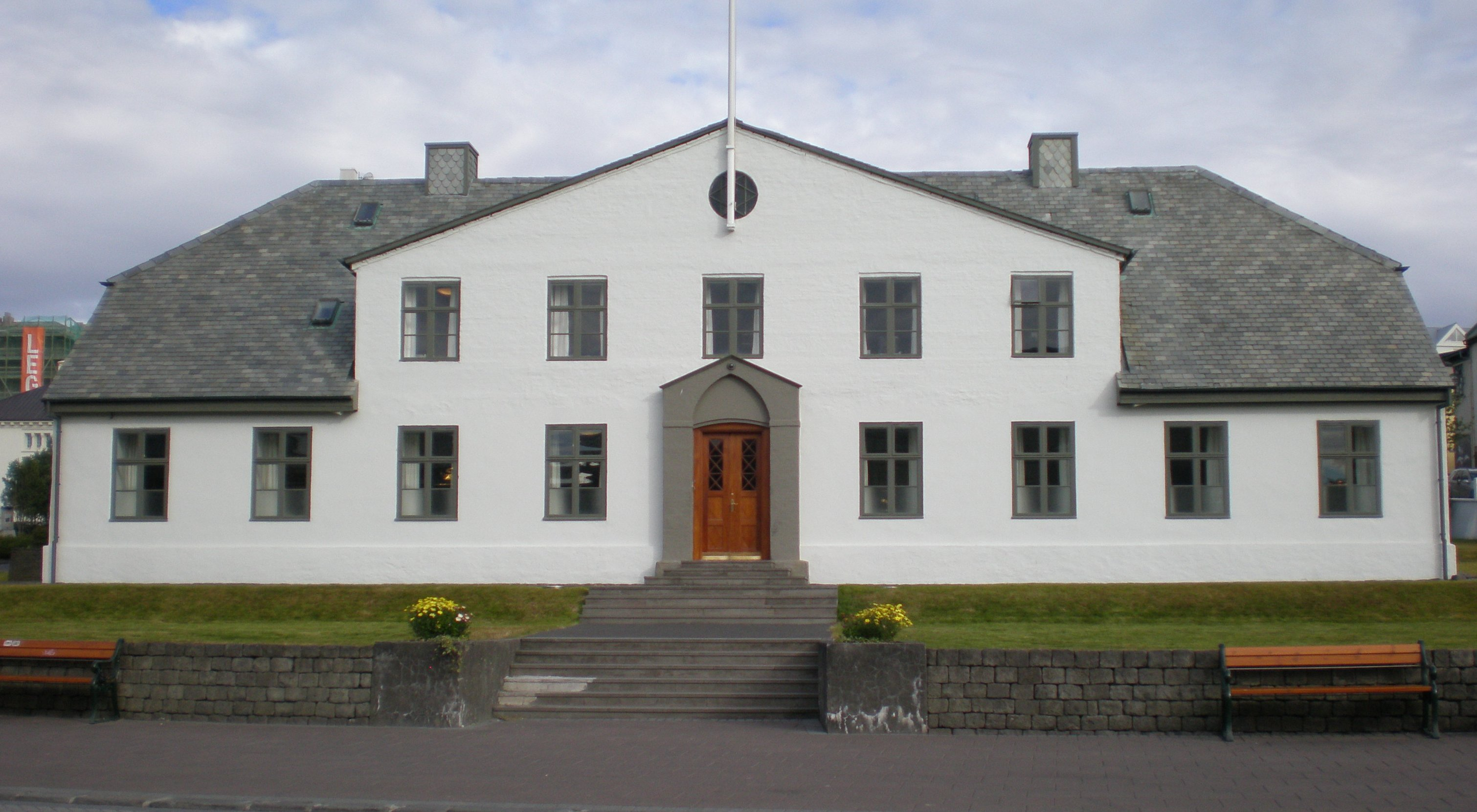
Văn phòng Thủ tướng (Stjórnarráðið) tại Reykjavík.
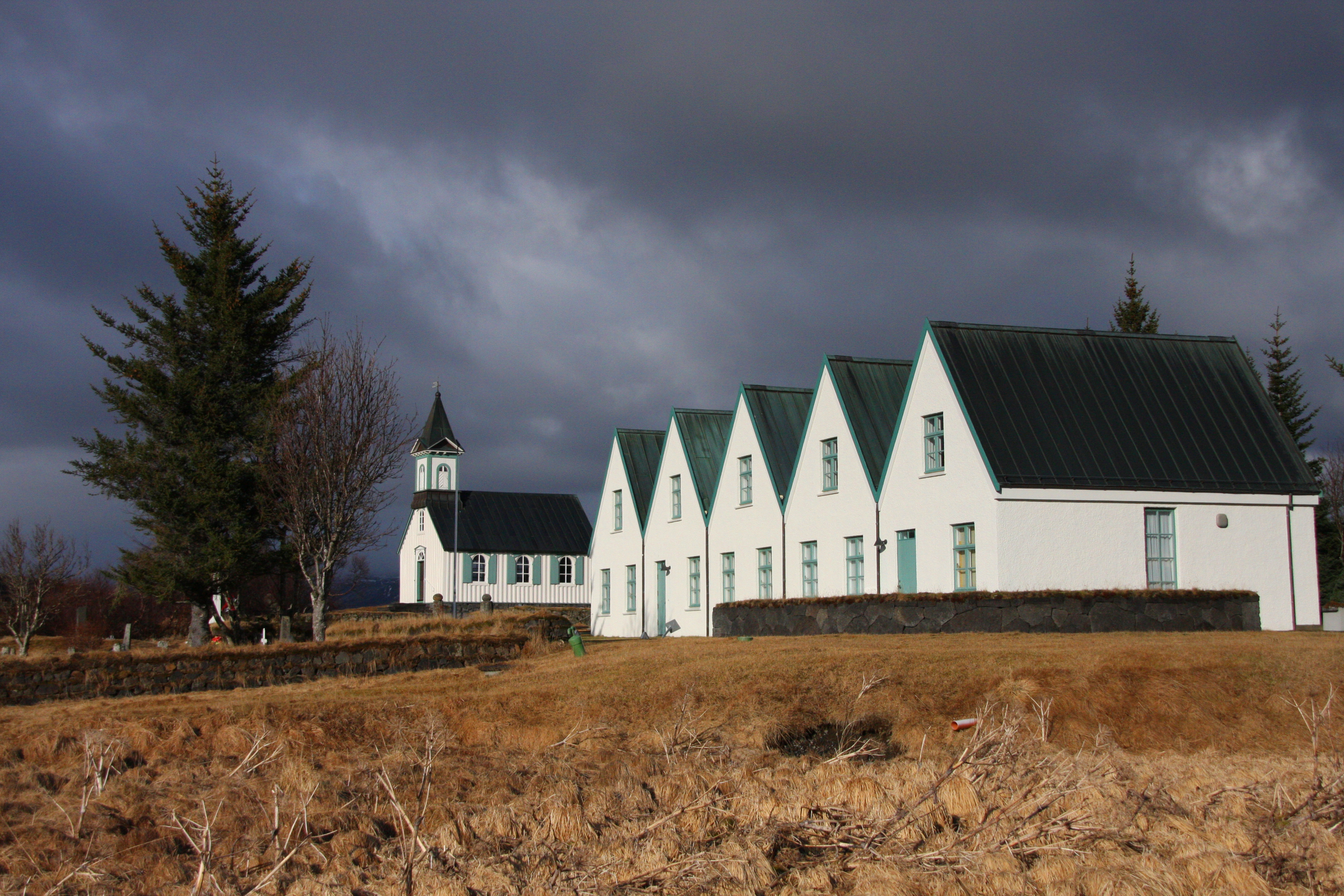
Þingvallabær, Dinh thự mùa hè của Thủ tướng.

## Danh sách Thủ tướng Iceland

### Tự trị (1904-1908)
Tự trị
      Độc lập
      Liên minh
      Trung lập
|  | Tên              | Chân dung   | Năm sinh - năm mất                         | Thời gian tại nhiệm                       | Khu vực đại diện     | Đảng phái chính trị    |
|  | ---------------- | ----------- | ------------------------------------------ | ----------------------------------------- | -------------------- | ---------------------- |
|  | Hannes Hafstein  | không khung | 4 tháng 12 năm 1861 - 13 tháng 12 năm 1922 | 1 tháng 2 năm 1904 - 31 tháng 3 năm 1909  | Eyjafjarðarsýsla     | Đảng Tự trị            |
|  | Björn Jónsson    | không khung | 8 tháng 10 năm 1846 - 24 tháng 11 năm 1912 | 31 tháng 3 năm 1909 - 14 tháng 3 năm 1911 | Barðastrandarsýsla   | Đảng Độc lập           |
|  | Kristján Jónsson | không khung | 4 tháng 3 năm 1852 - 2 tháng 7 năm 1926    | 14 tháng 3 năm 1911 - 24 tháng 7 năm 1912 | Borgarfjarðarsýsla   | Trung lập              |
|  | Hannes Hafstein  | không khung | 4 tháng 12 năm 1861 - 13 tháng 12 năm 1922 | 24 tháng 7 năm 1912 - 21 tháng 7 năm 1914 | Eyjafjarðarsýsla     | Đảng Liên hiệp         |
|  | Sigurður Eggerz  | không khung | 1 tháng 3 năm 1875 - 16 tháng 11 năm 1945  | 21 tháng 7 năm 1914 - 4 tháng 5 năm 1915  | Tây Skaftafellssýsla | Đảng Độc lập           |
|  | Einar Arnórsson  | không khung | 24 tháng 2 năm 1880 - 29 tháng 3 năm 1925  | 4 tháng 5 năm 1915 - 4 tháng 1 năm 1917   | Árnessýsla           | Đảng Độc lập (Langsum) |

### Vương quốc Iceland (1918-1944)
Tự trị       Độc lập       Bảo thủ       Cấp tiến       Trung lập
| Số thứ tự | Tên                           | Chân dung   | Sinh - mất                                 | Thứ tự nhiệm kỳ | Thời gian tại nhiệm                         | Khu vục đại diện          | Đảng phái chính trị | Thành phần nội các | Thời điểm đắc cử  |
| --------- | ----------------------------- | ----------- | ------------------------------------------ | --------------- | ------------------------------------------- | ------------------------- | ------------------- | ------------------ | ----------------- |
| 1         | Jón Magnússon                 | không khung | 16 tháng 1 năm 1859 - 23 tháng 6 năm 1926  | 1               | 4 tháng 1 năm 1917 - 25 tháng 2 năm 1920    | Reykjavík                 | Đảng Tự trị         | HP-IP-PP           | Tháng 10 năm 1916 |
| 1         | Jón Magnússon                 | không khung | 16 tháng 1 năm 1859 - 23 tháng 6 năm 1926  | 2               | 25 tháng 2 năm 1920 - 7 tháng 3 năm 1922    | Reykjavík                 | Đảng Tự trị         | HP-các đảng khác   | 1919              |
| 2         | Sigurður Eggerz               | không khung | 1 tháng 3 năm 1875 - 13 tháng 6 năm 1945   | #               | 7 tháng 3 năm 1922 - 22 tháng 3 năm 1924    | Không có                  | Đảng Độc lập        | IP-các đảng khác   | 1919              |
| 2         | Sigurður Eggerz               | không khung | 1 tháng 3 năm 1875 - 13 tháng 6 năm 1945   | #               | 7 tháng 3 năm 1922 - 22 tháng 3 năm 1924    | Không có                  | Đảng Độc lập        | IP-các đảng khác   | 1923              |
| (1)       | Jón Magnússon                 | không khung | 16 tháng 1 năm 1859 - 23 tháng 6 năm 1926  | 3               | 22 tháng 3 năm 1924 - 23 tháng 6 năm 1926   | Không có                  | Đảng Bảo thủ        | CP                 |                   |
| 3         | Magnús Guðmundsson (tạm thời) | không khung | 6 tháng 2 năm 1879 - 28 tháng 11 năm 1937  | 3               | 23 tháng 6 - 8 tháng 7 năm 1926             | Skagafjarðarsýsla         | Đảng Bảo thủ        | CP                 |                   |
| 4         | Jón Þorláksson                | không khung | 3 tháng 3 năm 1877 - 20 tháng 3 năm 1935   | #               | 8 tháng 7 năm 1926 - 28 tháng 8 năm 1927    | Không có                  | Đảng Bảo thủ        | CP                 |                   |
| 5         | Tryggvi Þórhallsson           | không khung | 9 tháng 2 năm 1889 - 31 tháng 7 năm 1935   | #               | 28 tháng 8 năm 1927 - 3 tháng 6 năm 1932    | Strandasýsla              | Đảng Cấp tiến       | PP                 | 1927              |
| 5         | Tryggvi Þórhallsson           | không khung | 9 tháng 2 năm 1889 - 31 tháng 7 năm 1935   | #               | 28 tháng 8 năm 1927 - 3 tháng 6 năm 1932    | Strandasýsla              | Đảng Cấp tiến       | PP                 | 1931              |
| 6         | Ásgeir Ásgeirsson             | không khung | 13 tháng 5 năm 1884 - 15 tháng 9 năm 1972  | #               | 3 tháng 6 năm 1932 - 28 tháng 7 năm 1934    | Tây Ísafjarðarsýsla       | Đảng Cấp tiến       | PP-IP-Các peasant  |                   |
| 6         | Ásgeir Ásgeirsson             | không khung | 13 tháng 5 năm 1884 - 15 tháng 9 năm 1972  | #               | 3 tháng 6 năm 1932 - 28 tháng 7 năm 1934    | Tây Ísafjarðarsýsla       | Đảng Cấp tiến       | PP-IP-Các peasant  | 1933              |
| 7         | Hermann Jónasson              | không khung | 25 tháng 12 năm 1896 - 22 tháng 1 năm 1976 | 1               | 28 tháng 7 năm 1934 - 2 tháng 4 năm 1938    | Strandasýsla              | Đảng Cấp tiến       | PP-SPD             | 1934              |
| 7         | Hermann Jónasson              | không khung | 25 tháng 12 năm 1896 - 22 tháng 1 năm 1976 | 2               | 2 tháng 4 năm 1938 - 17 tháng 4 năm 1939    | Strandasýsla              | Đảng Cấp tiến       | PP                 | 1937              |
| 7         | Hermann Jónasson              | không khung | 25 tháng 12 năm 1896 - 22 tháng 1 năm 1976 | 3               | 17 tháng 4 năm 1939 - 18 tháng 11 năm 1941  | Strandasýsla              | Đảng Cấp tiến       | PP-IP-SPD          | 1937              |
| 7         | Hermann Jónasson              | không khung | 25 tháng 12 năm 1896 - 22 tháng 1 năm 1976 | 4               | 18 tháng 11 năm 1941 - 16 tháng 5 năm 1942  | Strandasýsla              | Đảng Cấp tiến       | PP-IP-SPD          | 1937              |
| 8         | Ólafur Thors                  | không khung | 19 tháng 1 năm 1892 - 31 tháng 12 năm 1964 | 1               | 16 tháng 5 năm 1942 - 16 tháng 12 năm 1942  | Gullbringu và Kjósarsýsla | Đảng Độc lập        | IP                 | Tháng 7 năm 1942  |
| 8         | Ólafur Thors                  | không khung | 19 tháng 1 năm 1892 - 31 tháng 12 năm 1964 | 1               | 16 tháng 5 năm 1942 - 16 tháng 12 năm 1942  | Gullbringu và Kjósarsýsla | Đảng Độc lập        | IP                 | Tháng 10 năm 1942 |
| 9         | Björn Þórðarson               | không khung | 6 tháng 2 năm 1879 - 25 tháng 10 năm 1963  | #               | 16 tháng 12 năm 1942 - 26 tháng 10 năm 1944 | Không có                  | Trung lập           | -                  |                   |

### Cộng hòa Iceland độc lập (1944 - nay)
Độc lập       Cấp tiến       Đảng Dân chủ-Xã hội       Liên minh Dân chủ-Xã hội       Xanh–Tả
| Số thứ tự | Tên                            | Chân dung                | Sinh - mất                                  | Thứ tự nhiệm kỳ | Thời gian tại nhiệm                                                                      | Khu vực đại diện          | Đảng phái chính trị        | Thành phần nội các    | Thời điểm đắc cử  |
| --------- | ------------------------------ | ------------------------ | ------------------------------------------- | --------------- | ---------------------------------------------------------------------------------------- | ------------------------- | -------------------------- | --------------------- | ----------------- |
| (8)       | Ólafur Thors                   | 118x118px[liên kết hỏng] | 19 tháng 1 năm 1892 - 31 tháng 12 năm 1964  | 2               | 21 tháng 10 năm 1944 - 4 tháng 12 năm 1947                                               | Gullbringu và Kjósarsýsla | Đảng Độc lập               | IP-SPD-SP             | 1946              |
| 10        | Stefán Jóhann Stefánsson       | không khung              | 20 tháng 7 năm 1894 - 20 tháng 10 năm 1980  | #               | 4 tháng 12 năm 1947 - 6 tháng 12 năm 1949                                                | Eyjafjarðarsýsla          | Đảng Dân chủ Xã hội        | SPD-IP-SP             | 1946              |
| (8)       | Ólafur Thors                   | 118x118px[liên kết hỏng] | 19 tháng 1 năm 1892 - 31 tháng 12 năm 1964  | 2               | 6 tháng 12 năm 1949 - 14 tháng 3 năm 1950                                                | Gullbringu và Kjósarsýsla | Đảng Độc lập               | IP                    | 1949              |
| 11        | Steingrímur Steinþórsson       | không khung              | 12 tháng 2 năm 1893 - 14 tháng 11 năm 1966  | #               | 14 tháng 3 năm 1950 - 11 tháng 9 năm 1953                                                | Skagafjarðarsýsla         | Đảng Cấp tiến              | PP-IP                 | 1949              |
| (8)       | Ólafur Thors                   | không khung              | 19 tháng 1 năm 1892 - 31 tháng 12 năm 1964  | 4               | 11 tháng 9 năm 1953 - 24 tháng 7 năm 1956                                                | Gullbringu và Kjósarsýsla | Đảng Độc lập               | IP                    | 1953              |
| (7)       | Hermann Jónasson               | không khung              | 25 tháng 12 năm 1896 - 22 tháng 1 năm 1976  | 5               | 24 tháng 7 năm 1956 - 23 tháng 11 năm 1958                                               | Strandasýsla              | Đảng Cấp tiến              | PP-SDP-PA (Liên minh) | 1956              |
| 12        | Emil Jónsson                   | không khung              | 27 tháng 12 năm 1902 - 30 tháng 11 năm 1986 | #               | 23 tháng 11 năm 1958 - 20 tháng 11 năm 1959                                              | Hafnarfjörður             | Đảng Dân chủ Xã hội        | SPD                   | Tháng 6 năm 1959  |
| (8)       | Ólafur Thors                   | không khung              | 19 tháng 1 năm 1892 - 31 tháng 12 năm 1964  | 5               | 20 tháng 11 năm 1959 - 8 tháng 9 năm 1961                                                | Gullbringu và Kjósarsýsla | Đảng Độc lập               | IP-SPD                | Tháng 10 năm 1959 |
| 13        | Bjarni Benediktsson (tạm thời) | không khung              | 30 tháng 4 năm 1908 - 10 tháng 7 năm 1970   | 5               | 8 tháng 9 năm 1961 - 31 tháng 12 năm 1961                                                | Reykjavík                 | Đảng Độc lập               | IP-SPD                | Tháng 10 năm 1959 |
| (8)       | Ólafur Thors                   | không khung              | 19 tháng 1 năm 1892 - 31 tháng 12 năm 1964  | 5               | 1 tháng 1 năm 1962 - 14 tháng 11 năm 1963                                                | Gullbringu và Kjósarsýsla | Đảng Độc lập               | IP-SPD                | Tháng 10 năm 1959 |
| (13)      | Bjarni Benediktsson            | không khung              | 30 tháng 4 năm 1908 - 10 tháng 7 năm 1970   | #               | 14 tháng 11 năm 1963 - 10 tháng 7 năm 1970                                               | Reykjavík                 | Đảng Độc lập               | IP-SPD                | 1963              |
| (13)      | Bjarni Benediktsson            | không khung              | 30 tháng 4 năm 1908 - 10 tháng 7 năm 1970   | #               | 14 tháng 11 năm 1963 - 10 tháng 7 năm 1970                                               | Reykjavík                 | Đảng Độc lập               | IP-SPD                | 1967              |
| 14        | Jóhann Hafstein                | không khung              | 19 tháng 9 năm 1915 - 15 tháng 5 năm 1990   | #               | (Tạm thời: 10 tháng 7 - 10 tháng 10 năm 1970) 10 tháng 10 năm 1970 - 14 tháng 7 năm 1971 | Reykjavík                 | Đảng Độc lập               | IP-SPD                |                   |
| 15        | Ólafur Jóhannesson             | không khung              | 1 tháng 3 năm 1913 - 20 tháng 5 năm 1984    | 1               | 14 tháng 7 năm 1971 - 28 tháng 8 năm 1974                                                | Vùng Lãnh thổ Tây Bắc     | Đảng Cấp tiến              | PP-PA-LL              | 1971              |
| 16        | Geir Hallgrímsson              | không khung              | 16 tháng 12 năm 1925 - 1 tháng 9 năm 1990   | #               | 28 tháng 8 năm 1974 - 1 tháng 9 năm 1978                                                 | Reykjavík                 | Đảng Độc lập               | IP-PP                 | 1974              |
| (15)      | Ólafur Jóhannesson             | không khung              | 1 tháng 3 năm 1913 - 20 tháng 5 năm 1984    | 2               | 1 tháng 9 năm 1978 - 15 tháng 10 năm 1979                                                | Vùng Lãnh thổ Tây Bắc     | Đảng Cấp tiến              | PP-PA                 | 1978              |
| 17        | Benedikt Gröndal               | không khung              | 7 tháng 7 năm 1924 - 20 tháng 7 năm 2010    | #               | 15 tháng 10 năm 1979 - 8 tháng 2 năm 1980                                                | Reykjavík                 | Đảng Dân chủ Xã hội        | SPD                   | 1979              |
| 18        | Gunnar Thoroddsen              | không khung              | 29 tháng 12 năm 1910 - 26 tháng 5 năm 1983  | #               | 8 tháng 2 năm 1980 - 26 tháng 5 năm 1983                                                 | Reykjavík                 | Đảng Độc lập (*phe Gunnar) | IP*-PP-PA             | 1979              |
| 19        | Steingrímur Hermannsson        | không khung              | 22 tháng 6 năm 1928 - 1 tháng 2 năm 2010    | 1               | 26 tháng 5 năm 1983 - 8 tháng 7 năm 1987                                                 | Westfjords                | Đảng Cấp tiến              | PP-IP                 | 1983              |
| 20        | Þorsteinn Pálsson              | không khung              | 29 tháng 10 năm 1947 -                      | #               | 8 tháng 7 năm 1987 - 28 tháng 9 năm 1988                                                 | Vùng Lãnh thổ phía Nam    | Đảng Độc lập               | IP-PP-SPD             | 1987              |
| (19)      | Steingrímur Hermannsson        | không khung              | 22 tháng 6 năm 1928 - 1 tháng 2 năm 2010    | 2               | 28 tháng 9 năm 1988 - 10 tháng 9 năm 1989                                                | Reykjanes                 | Đảng Cấp tiến              | PP-SDP-PA             | 1987              |
| (19)      | Steingrímur Hermannsson        | không khung              | 22 tháng 6 năm 1928 - 1 tháng 2 năm 2010    | 3               | 10 tháng 9 năm 1989 - 30 tháng 4 năm 1991                                                | Reykjanes                 | Đảng Cấp tiến              | PP-SDP-PA-CiP         | 1987              |
| 21        | Davíð Oddsson                  | không khung              | 17 tháng 1 năm 1947 -                       | 1               | 30 tháng 4 năm 1991 - 23 tháng 4 năm 1995                                                | Reykjavík                 | Đảng Độc lập               | IP-SPD                | 1991              |
| 21        | Davíð Oddsson                  | không khung              | 17 tháng 1 năm 1947 -                       | 2               | 23 tháng 4 năm 1995 - 28 tháng 5 năm 1999                                                | Reykjavík                 | Đảng Độc lập               | IP-PP                 | 1995              |
| 21        | Davíð Oddsson                  | không khung              | 17 tháng 1 năm 1947 -                       | 3               | 28 tháng 5 năm 1999 - 23 tháng 5 năm 2003                                                | Reykjavík                 | Đảng Độc lập               | IP-PP                 | 1999              |
| 21        | Davíð Oddsson                  | không khung              | 17 tháng 1 năm 1947 -                       | 4               | 23 tháng 5 năm 2003 - 15 tháng 9 năm 2004                                                | Bắc Reykjavík             | Đảng Độc lập               | IP-PP                 | 2003              |
| 22        | Halldór Ásgrímsson             | không khung              | 8 tháng 9 năm 1947 - 18 tháng 5 năm 2005    | #               | 15 tháng 9 năm 2004 - 15 tháng 6 năm 2006                                                | Bắc Reykjavík             | Đảng Cấp tiến              | PP-IP                 | 2003              |
| 23        | Geir Haarde                    | không khung              | 8 tháng 4 năm 1951 -                        | 1               | 15 tháng 6 năm 2006 - 24 tháng 5 năm 2007                                                | Nam Reykjavík             | Đảng Độc lập               | IP-PP                 | 2003              |
| 23        | Geir Haarde                    | không khung              | 8 tháng 4 năm 1951 -                        | 2               | 24 tháng 5 năm 2007 - 1 tháng 2 năm 2009                                                 | Nam Reykjavík             | Đảng Độc lập               | IP-SDA                | 2007              |
| 24        | Jóhanna Sigurðardóttir         | không khung              | 4 tháng 10 năm 1942 -                       | 1               | 1 tháng 2 năm 2009 - 10 tháng 5 năm 2009                                                 | Bắc Reykjavík             | Liên minh Dân chủ Xã hội   | SDA-LGM               | 2007              |
| 24        | Jóhanna Sigurðardóttir         | không khung              | 4 tháng 10 năm 1942 -                       | 2               | 10 tháng 5 năm 2009 - 23 tháng 5 năm 2013                                                | Bắc Reykjavík             | Liên minh Dân chủ Xã hội   | SDA-LGM               | 2009              |
| 25        | Sigmundur Davíð Gunnlaugsson   | không khung              | 12 tháng 3 năm 1975 -                       | #               | 23 tháng 5 năm 2013 - 7 tháng 4 năm 2016                                                 | Vùng Bầu cử Đông Bắc      | Đảng Cấp tiến              | PP-IP                 | 2013              |
| 26        | Sigurður Ingi Jóhannsson       | không khung              | 20 tháng 4 năm 1962 -                       | #               | 7 tháng 4 năm 2016 - 11 tháng 1 năm 2017                                                 | Vùng Bầu cử phía Nam      | Đảng Cấp tiến              | PP-IP                 | 2013              |
| 27        | Bjarni Benediktsson            | không khung              | 26 tháng 1 năm 1970 -                       | #               | 11 tháng 1 năm 2017 - 30 tháng 11 năm 2017                                               | Vùng Bầu cử Tây Nam       | Đảng Độc lập               | PP-RP-BF              | 2016              |
| 28        | Katrín Jakobsdóttir            | không khung              | 1 tháng 2 năm 1976 -                        | #               | 30 tháng 11 năm 2017 - 9 tháng 4 năm 2024                                                | Bắc Reykjavík             | Phong trào Xanh-Tả         | LGM-IP-PP             | 2017              |
| (27)      | Bjarni Benediktsson            | không khung              | 26 tháng 1 năm 1970 -                       | #               | 9 tháng 4 năm 2024 - 21 tháng 12 năm 2024                                                | Vùng Bầu cử Tây Nam       | Đảng Độc lập               | IP-LGM-PP             | 2021              |
| 28        | Kristrún Frostadóttir          | không khung              | 12 tháng 5 năm 1988 -                       | #               | 21 tháng 12 năm 2024 - Tại nhiệm                                                         | Nam Reykjavík             | Liên minh Dân chủ Xã hội   | SDA-RP-PP             | 2024              |